# Faramea lourteigiana
Espèce
Synonymes
Selon Tropicos (05 mai 2024) et GBIF (05 mai 2024)
- Coffea guianensis Aubl.
- Ixora guianensis (Aubl.) Spreng.

Faramea lourteigiana est une espèce d'arbuste endémique des Guyanes, appartenant à la famille des Rubiaceae.
Il est connu en Guyane sous les noms de bois bandé, ti bois bandé (Créole), waaduk (Palikur) ou baaso, bande bwa (Aluku).

## Description
En 1953, Lemée propose la description suivante de Faramea lourteigiana :

« F. species ? (Coffea guianensis Aubl. , Ixora g. Spreng.) d'apres Trav. bot. néerl. 1940 (Plantes d'Aublet dans l'herbier Denaiffe). Feuilles lancéolées obtusément acuminées très glabres ; pédoncules axillaires agglomérés très courts uniflores ; fleurs petites 4-mères, corolle à lobes aigus, anthères incluses ; baie globuleuse violacée. »

— Albert Lemée, 1953.

## Répartition
Faramea lourteigiana est endémique du Suriname, de Guyane et d'Amapá.

## Écologie
Faramea lourteigiana est un arbuste du sous-bois de la forêt ancienne parfois abondant localement.
Ses fruits sont disséminés par les grands oiseaux du sous-bois (grand tinamou, agami, hocco et  marail).
Sa taxonomie a été étudiée.

## Usages
En Guyane, Faramea lourteigiana est réputé aphrodisiaque chez les créoles et les Aluku,,.

## Protologue

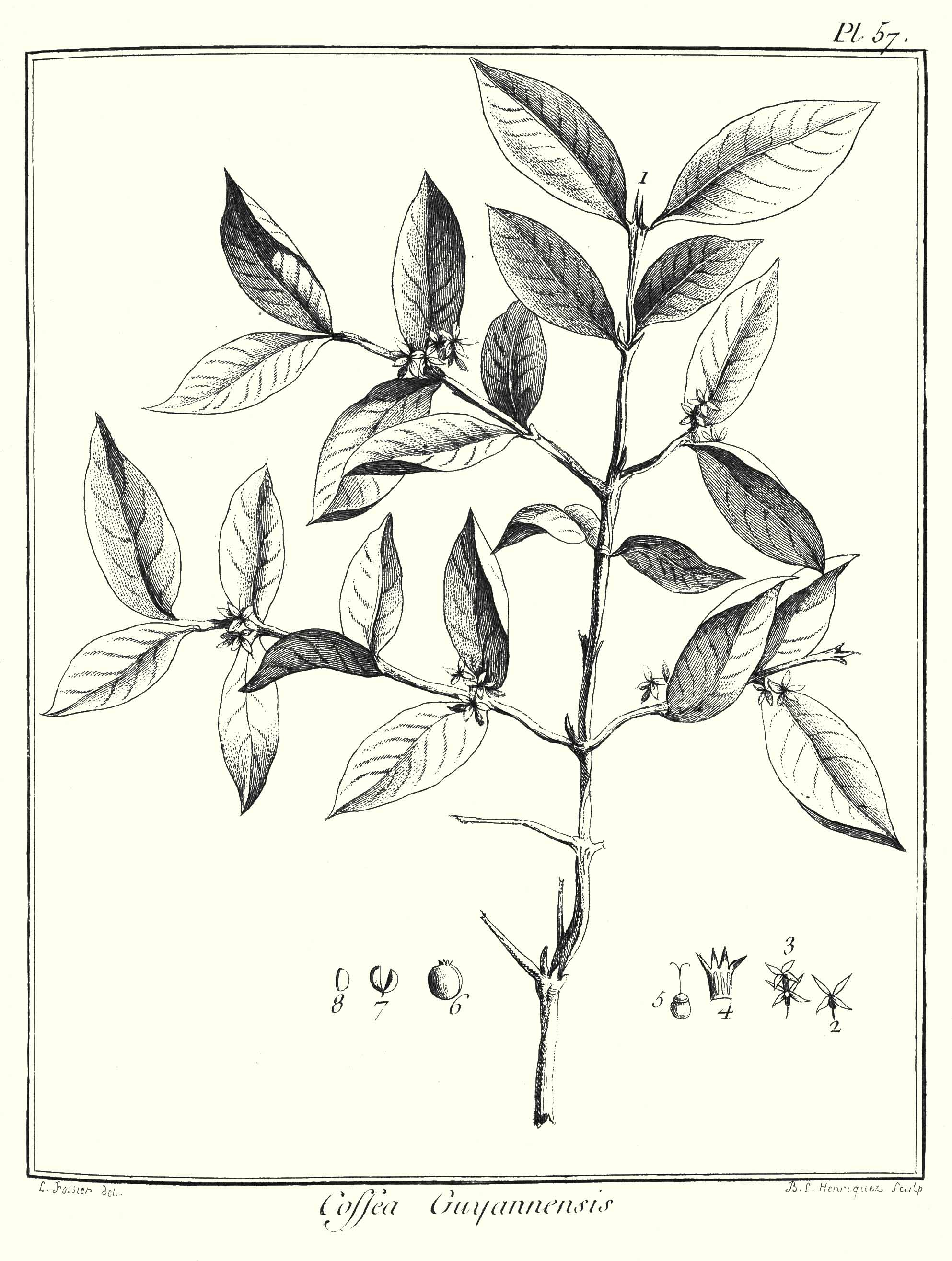
Coffea guianensis (= Faramea lourteigiana) par Aublet (1775)
On a un peu groſſi les parties détaillées de la fleur : les fruits & la branche ſont de grandeur naturelle - 1. Stipules. - 2. Calice. - 3. Fleur. - 4. Corolle ouverte. Étamines. - 5. Ovaire. Diſque. Style. Stigmate. - 6. Baie. - 7. Les deux graines. - 8. Graine ſéparée.

En 1775, le botaniste Aublet a premièrement décrit Faramea lourteigiana sous le nom de Coffea guianensis et en a proposé le protologue suivant : 

« 1. COFFEA (Guianenſis) floribus quadrifidis ; baccis exiguis, violaceis, diſpermis. (Tabula 57.).
Fruticulus pedalis & bipedalis, ramoſus ; ramulis tetragonis; nodoſis. Folia oppoſita, ovato-oblonga, acuta, glabra, integerrima, brevi petiolata. Stipula oblonga, acuta, utrinque intra baſim petiolorum. Flores faſciculati, ſeſſiles, axillates. Corolla alba.
Flotebat fructumque ferebat Septembri.
Habitat in ſylvis Guianæ.

LE CAFÉ de la Guiane. (PLANCHE 57.)
Cet arbrisseau pouffe de ſa racine une tige ligneuſe, noueuſe, branchue & rameuſe, qui s'élève à un & deux pieds. Ses branches & ſes rameaux ſont garnis à chaque nœud de deux feuilles oppoſées, & diſpoſées en croix. Celles-ci ſont vertes, liſſes, fermes, luiſantes, entières, ovales, & terminées en pointe : leur pédicule eſt très court. Dans l'intervalle d'un pédicule à celui qui y eſt oppoſé, il y a une petite stipule longue, pointue, roide & verte, au deſſous de laquelle eſt une côte ſaillante qui s'étend d'un nœud à l'autre. Les plus grandes feuilles ont deux pouces de longueur ſur neuf lignes de largeur.
Les fleurs naiſſent à l'aiſſelle des feuilles, pluſieurs enſemble ; elles ſont petites & blanches. 
Le calice eſt d'une ſeule pièce, qui ſe diviſe à ſon limbe en quatre lanières roides & aiguës. 
La corolle eſt monopétale, attachée ſur l'ovaire, autour d'un diſque. Son tube eſt long de deux lignes : ſon pavillon eſt partagé en quatre lobes aigus. 
Les examines ſont au nombre de quatre, placées à la paroi interne & inférieure du tube, au deſſous de ſes diviſions. Leur filet eſt court. L'anthère eſt longue & à deux bourſes. 
Le piſtil eſt un ovaire arrondi, qui fait corps avec le fond du calice. Il eſt couronné d'un diſque, du centre duquel ſort un style terminé par un stigmate à deux lames. 
L’ovaire devient une baie ſphérique, violette, qui contient deux semences coriaces, convexes d'un côté & applaties de l'autre : elles ſont renfermées dans un cartilage. 
Cet arbre croît dans les grandes forêts d'Orapu. 
Il croit en fleur & en fruit dans le mois de Septembre. »

— Fusée-Aublet, 1775.